# Rosario (Batangas)
Rosario es un municipio filipino de primera clase, perteneciente a la provincia de Batangas, en la isla de Luzón.

## Historia
Hacia mediados del siglo XIX, el lugar tenía contabilizada una población de 12 543 habitantes, repartidos en 2090 casas. Aparece descrito en el segundo volumen del Diccionario geográfico, estadístico, histórico de las Islas Filipinas (1851) de Manuel Buzeta Núñez y Felipe Bravo con las siguientes palabras:

ROSARIO: pueblo con cura y gobernadorcillo, en la isla de Luzon, prov. de Batangas, arz. de Manila, sit. en los 124° 52' 30" long., á la orilla derecha del rio de su nombre, terr. llano y clima benigno. Consta este pueblo de unas 2,090 casas, entre las que hay algunas de tabla y las demás de caña. La casa parroquial y la de comunidad son las dos mejores del pueblo; en la primera se halla la cárcel, y la segunda está junto á la iglesia parroquial que la sirve un cura indio. Hay una escuela de instruccion primaria, un cementerio y buenos caminos. Recíbese en este pueblo de la cab. de la prov. un correo á la semana. Confina el térm. por N. E. con el de Tiaon, en la prov. de Tayabas, cuyo pueblo dista 4 ½ leg.; por N. O con el de Lipa, distante 1 ½ leg.; por S. O. con el de Ibaan, distante unas 3 leg. El terr. es montuoso y fértil; riéganlo el referido rio y otros muchos afluentes de él y del de Purín. Al Mediodia de este pueblo y distante unos ¾ leg. se encuentra el monte Tombol, que es de una altura considerable y abunda en maderas de varias clases. Además de este hay otros varios, hallándose en todos ellos buenas maderas y bastante caza. Cógense buenas cosechas de arroz, que es la principal prod., algun maiz, café, pimienta, ajonjolí, frutas y legumbres. La ind. consiste en la agricultura y fabricacion de algunas telas, que es la ocupacion de las mugeres. pobl. 12,543 alm., y en 1845 pagaba 3,153 trib. que hacen 31,530 rs. plata.
(Buzeta y Bravo, 1851, pp. 415-416)

En 2020, tenía censados 128 352 habitantes.